# مک موردی کینگ هوتر
مک موردی کینگ هوتر (انگلیسی: Mc Moordy King Hüther؛ زادهٔ ۲۶ ژوئیهٔ ۱۹۹۹) بازیکن فوتبال است.
از باشگاه‌هایی که در آن بازی کرده‌است می‌توان به باشگاه فوتبال آستریا کلاگن‌فورت اشاره کرد.